# Каплиця святого Івана Хрестителя (Тернопіль)
Каплиця святого Івана Хрестителя в Тернополі — православна каплиця, пам'ятка архітектури місцевого значення (охоронний номер 2035/2) в місті Тернополі Тернопільської области.

## Історія та відомості
Пожертви на її будівництво збирали в 1857 році.
Споруда збудована на території Тернопільської міської лікарні швидкої допомоги. Почала діяти наприкінці ХІХ ст.
У 1936 році закрита атеїстами. У радянський період функціонувала газорозподільна станція, нині — діє у лоні Православної церкви України.

## Настоятелі
- о. Ярослав Вирозуб[3][4].